# (36108) 1999 RK120
1999 RK120 (asteroide 36108) é um asteroide da cintura principal. Possui uma excentricidade de 0.14779860 e uma inclinação de 4.74365º.
Este asteroide foi descoberto no dia 9 de setembro de 1999 por LINEAR em Socorro.